# あの鐘を鳴らすのは少なくともおまえじゃない
『あの鐘を鳴らすのは少なくともおまえじゃない』（あのかねをならすのはすくなくともおまえじゃない）は、アサダニッキによる日本の漫画作品。『月刊プリンセス』（秋田書店）にて、2019年2月号に読み切りが掲載後、2019年6月号から2021年4月号まで連載された。単行本第1巻の帯には小説家・武田綾乃がコメントを寄せた。

## あらすじ
大橋チカは生物担当教師・西目に恋をしている。美化委員で西目と接点があり、周囲からの好感度が高い猪乃原愛矢を邪魔だと考えたチカは、猪乃原を出し抜こうとする。そこでチカは猪乃原の本性を知り、西目を巡る恋のライバルとなるのであった。
ショッピングモールにある映画館でチカの弟が迷子になり、偶然会った西目と共に捜していたところを同じ学校の生徒に目撃されたことにより、西目の悪い噂が流れるも、無事解決。猪乃原がチカと西目に関してのみ記憶喪失になるも、記憶を取り戻す。
西目の大学時代の後輩である筒井が、産休の教師の代わりに赴任してくる。西目のことを下の名前で呼ぶような親密さを見せ、チカと猪乃原は警戒をするも、2人の気持ちを見抜いた筒井に振り回されただけであった。
元木から西目が他校の男子校に移動する話を聞き、チカと猪乃原は衝撃を受ける。落ち込むチカであったが、一色が慰めたことにより、チカは西目に告白する決意をする。そのことを猪乃原に打ち明けると応援すると言われ、元木やミーナ、筒井からも協力を得る。状況に疑念を抱いたチカは、西目に告白をせず、感謝を伝えたのであった。
高校2年の3学期、チカと猪乃原は筒井が西目以外の男性と婚約をしたという話を本人から聞く。それがきっかけでチカは猪乃原と喧嘩をする。チカは一色に相談するが、その流れで告白をされる。その後、西目に会いに行ったチカは告白の予約をし、その話をするためにチカは猪乃原に話しかけ、元通りの関係に戻る。元木やミーナも西目のことを諦めていないと判明し、戦いのゴングが鳴るのであった。

## 登場人物
大橋 チカ（）
主人公。1年3組の生徒。西目のことが好き。理数科目が苦手。弟が迷子になったことがきっかけで、西目の電話番号を知っている。湯元に教わり、逆上がりが出来るようになった。
猪乃原 愛矢（）
チカのクラスメイトで1年3組の美化委員。西目のことが好き。好きになったきっかけは一目惚れ。容姿端麗で成績優秀。クラスメイトからは優しい天使だと思われている。
西目 耕一（）
生物担当の教師で美化委員会の顧問。彼女はいない。誕生日は7月1日、血液型はB型。ニャンレンジャーが好き。学校外での一人称は「オレ」。チカたちの通う高校が母校で、教育実習も同じ学校だった。好きなおにぎりの具は昆布。
一色 崇（）
チカのクラスメイトで1年3組。1年でサッカー部のレギュラー。美化委員だったが、チカと交代した。チカのことが好きだが、本人には西目が好きだと誤解されている。
元木（）
生徒会長。イケメン。外面が良い。猪乃原に交際を申し込んだが、断念する。西目に頭をポンとされてから、チカたちの恋のライバルとなる。
澤田 美衣夏（） / ミーナ先輩
美化委員の先輩。化粧が濃い。チカたちのライバル。
良太（）
サッカー部の部長。澤田の幼馴染。
筒井 香純（）
古文担当の教師。美人。西目の大学時代のサークルの後輩で、大学時代は読者モデルをしていた。同じ大学出身でひとつ年下の銀行員と婚約する。
湯元（）
体育担当の教師。29歳。サッカー部の顧問。西目を合コンや飲み会に誘う。
早紀（）
チカの友達。
大橋 けんすけ（）
チカの弟。ニャンレンジャーが好き。

## 製作背景
作者は「いがみあう女の子が大好物」で、作中の喧嘩について「三姉妹育ちなので姉妹ゲンカの組み合わせは無駄にバリエーション豊か」だと語っている。

## 書誌情報
- アサダニッキ『あの鐘を鳴らすのは少なくともおまえじゃない』秋田書店〈プリンセスコミックス〉、全3巻 
  1. 2019年11月25日初版発行（11月15日発売[4][19]）、ISBN 978-4-253-27511-8
  2. 2020年9月25日初版発行（9月16日発売[20]）、ISBN 978-4-253-27512-5
  3. 2021年5月25日初版発行（5月14日発売[21]）、ISBN 978-4-253-27513-2